# Erastroides flavibasalis
Erastroides flavibasalis là một loài bướm đêm trong họ Noctuidae.